# سیارک ۸۴۰۶
سیارک ۸۴۰۶ (به انگلیسی: 8406 Iwaokusano، نامگذاری:1995HJ) هشت هزار و چهارصد و ششمین سیارک کشف شده‌است که در ۲۰ آوریل ۱۹۹۵ کشف شد.
قدر مطلق سیارک برابر ۱۴٫۲۰ است.